# Baltjärnen (Bjurholms socken, Ångermanland, 709751-165620)
Baltjärnen är en sjö i Bjurholms kommun i Ångermanland och ingår i Öreälvens huvudavrinningsområde. Baltjärnen ligger i Öreälven Natura 2000-område.